# Nichita Stănescu

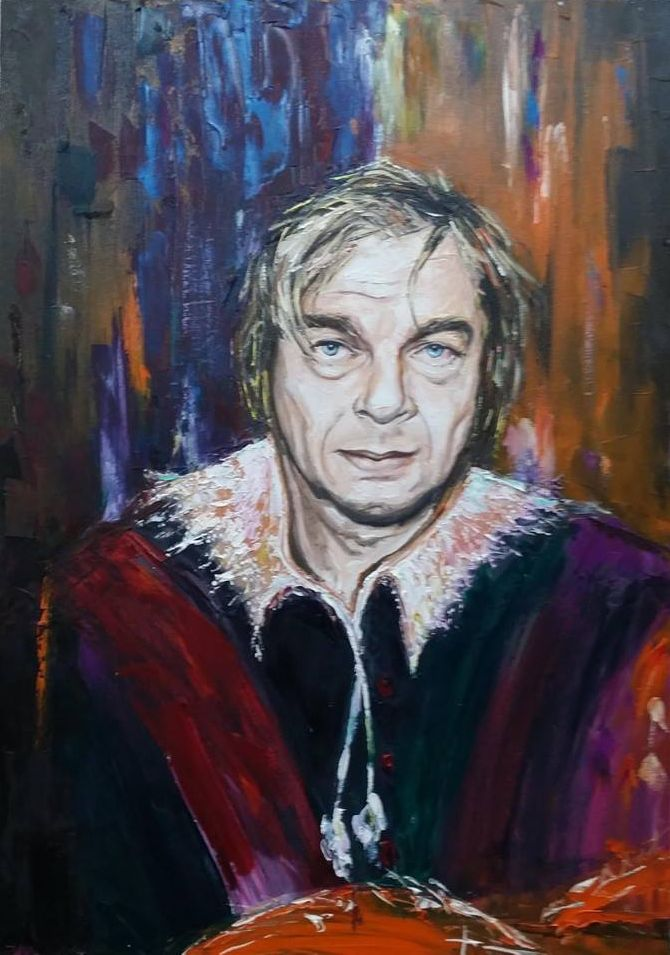
Nichita, by Paul Mecet

Nichita Stănescu (Ploiești, 31 marzo 1933 – Bucarest, 13 dicembre 1983) è stato un poeta e saggista rumeno, tra i premiati del Festival della poesia di Struga, del quale sono stati insigniti anche i Premi Nobel Eugenio Montale e Pablo Neruda. Dopo la caduta della cortina di ferro, fu eletto membro permanente dell'Academia Română.

## Biografia, opera, pensiero e riconoscimenti
Nato a Ploiești, nel Distretto di Prahova, in Romania, da Nicolae H. Stănescu (1908-1982) e dalla sovietica Tatiana Cereaciuchin, originaria di Voronež (nella parte sud-occidentale del Paese), compì i primi studi nella città natale, quindi si trasferì nella capitale Bucarest per studiare Letteratura e lingua romena all'università cittadina. Si laureò nel 1957, cinque anni dopo le nozze con una certa Magdalena Petrescu: in seguito ebbe altre due mogli (Doina Ciurea nel 1962 e Todoriţa "Dora" Tărîţa nel 1982).
Per tutta la sua carriera, Stănescu collaborò con alcuni giornali, ai quali rimase sempre legato: Gazeta Literară, România Literară e Luceafărul. Come poeta, debuttò nel 1960 con la raccolta di versi Sensul iubirii, comparsi nel corso delle edizioni del quotidiano Luceafărul. La sua ultima composizione fu un'altra raccolta: Noduri şi semne che uscì nel 1982, un anno prima della morte del poeta, causata dalla grave epatite di cui soffriva. Le sue tematiche favorite erano l'amore e l'eros.
Ha vinto molti premi letterari, dei quali si ricordano il Premio Herder nel 1976 e quello del Festival della poesia di Struga nel 1982. È stato anche nominato per il Premio Nobel per la Letteratura.

## Opere
- - Sensul iubirii (Il senso dell'amore) 1960, Editore di Stato per la Letteratura e l' Arte
  - O viziune a sentimentelor (Una visione del sentimento), 1964, Editore per la Letteratura
  - Dreptul la timp (Diritto al tempo) 1965, Editura Tineretului
  - 11 elegii (Undici elegie) 1966, Editura Tineretului, in Italia per Scheiwiller, 1987
  - Roșu vertical (Rosso verticale) 1967
  - Alfa, 1967, Editura Tineretului
  - Oul și sfera (L'uovo e la sfera) 1967, Editore per la Letteratura
  - Laus Ptolemaei, 1968, Editura Tineretului
  - Necuvintele, 1969, Editura Tineretului
  - Un pământ numit România (Un paese chiamato Romania), 1969, Editura Militară
  - În dulcele stil clasic (Nel Dolce Stile classico), 1970, Editura Eminescu
  - Poezii (Poesie), 1970, Editura Albatros
  - Belgradul în cinci prieteni (Belgrado in cinque amici), 1972, Editura Dacia
  - Cartea de recitire (Un libro da rileggere), 1972, Editura Dacia
  - Măreția frigului. Romanul unui sentiment, 1972, Editura Junimea
  - Clar de inimă (Chiaro di cuore), 1973, Editura Junimea
  - Starea poeziei, 1975, Editura Minerva
  - Epica Magna, 1978, Editura Junimea
  - Operele imperfecte (Opere imperfette), 1979, Editura Albatros
  - Carte de citire, carte de iubire (Libri da leggere, libri da amare), 1980, Editura Facla
  - Noduri și semne (Nodi e segni), 1982, Editura Cartea Românească, con le illustrazioni di Sorin Dumitrescu
  - Oase plîngînd, 1982
  - Respirări, 1982, Editura Sport-Turism
  - Strigarea numelui, 1983, Editura Facla
  - Album memorial, 1984, Editura Viata Romaneasca, versi inediti